# El filandón
El filandón es una película  española dirigida por José María Martín Sarmiento (también conocido como Chema Sarmiento) en el año 1984.
En ella se relatan cuatro historias distintas que son contadas dentro de la historia principal, la cual consiste en una reunión para realizar un filandón que se debe celebrar, siguiendo una antigua leyenda, en Fasgar (provincia de León), en una ermita en el nacimiento del río Boeza donde antaño acaeció un suceso legendario.
Los personajes, interpretándose a sí mismos, y que cuentan las distintas historias, son: Luis Mateo Díez, que narra Los grajos del sochantre, Pedro Trapiello  narra Láncara, Antonio Pereira Las peras de dios, José María Merino El desertor y Julio Llamazares Retrato de bañista.
En 2006, la Fundación Villalar restauró y reeditó en DVD la cinta.